# Mi esqueleto
Mi esqueleto  es una película en blanco y negro de Argentina dirigida por Lucas Demare sobre el guion de Alberto Peyrou y Diego Santillán que se estrenó el 28 de mayo de 1959 y que tuvo como protagonistas a Luis Sandrini, Julia Sandoval, Franca Boni y Mario Pocoví.

## Sinopsis
Creyendo que está próximo a morir, un hombre vende su esqueleto para la ciencia.

## Reparto
- Luis Sandrini ... Natalio Santos
- Julia Sandoval ... Elena Benavídez
- Franca Boni ... tía Enriqueta
- Mario Pocoví ... Ricardo Rivera
- Mariano Bauzá ... asesino a sueldo
- Carlos Enríquez ... Pedro
- Lalo Malcolm ... tío Emilio
- Max Citelli
- José María Fra
- Ignacio Finder
- Adolfo Linvel ... profesor Larroche
- Norma Nort
- Orestes Soriani
- Enrique Kossi
- Rafael Diserio
- Antonio Scelfo
- José Guisone
- Juan Alighieri
- Warly Ceriani
- Rogelio Romano

## Comentarios
El Mundo dijo sobre el filme:

”Otro primer plano de Sandrini. Nada se arriesga esta vez… Lucas Demare se deja arrastrar por la blandura de un argumento superficial y conduce la acción con idéntica superficialidad… El resultado es una comedia que probablemente haga reír pero que ningún mérito añade a la capacidad de ambos.”

Hellen Ferro señaló:

”Para Demare… sólo ha sido un compromiso que cumplir nada más.”

Por su parte Manrupe y Portela escriben:

”Vehículo para Sandrini que podría ser divertido prescindiendo de la repetición de gags de toda la vida.”